# Митрофан (Невский)
Епископ Митрофан (в миру Матве́й Па́влович Не́вский; ок. 1840, Ливенский уезд, Орловская губерния — 23 мая 1899) — епископ Русской православной церкви, епископ Смоленский и Дорогобужский (1899), епископ Орловский и Севский (1896—1899).

## Биография
Сын священника Орловской епархии. Первоначально обучался в Ливенском духовном училище, откуда в 1852 году поступил в Орловскую духовную семинарию. Среднее образование получил в Воронежской духовной семинарии.
В 1861 году окончил Киевскую духовную академию со степенью магистра богословия и 19 сентября назначен преподавателем Воронежской духовной семинарии по предметам логики, психологии и латинского языка.
24 февраля 1863 года возведен в сан иерея. 16 октября 1865 года — законоучитель Воронежской гимназии.
11 декабря 1868 года — ректор Курской духовной семинарии.
19 января 1869 года возведён в сан протоиерея.
7 января 1888 года пострижен в монашество с именем Митрофан, а 8 января возведен в сан архимандрита.
14 февраля 1888 года хиротонисан во епископа Ладожского, викария Санкт-Петербургской епархии. Хиротония состоялась в Санкт-Петербурге.
С 12 июля 1890 года — епископ Пензенский и Саранский. 26 августа епископ Митрофан прибыл в Пензу.
В 1891 году в целях повышения нравственного состояния духовенства распорядился в каждом благочинническом округе из числа наиболее достойных священников завести особых следователей для рассмотрения дел о проступках духовных лиц, а в наиболее крупных округах — даже по два следователя с помощниками.
С 13 ноября 1893 года — епископ Астраханский и Енотаевский.
С 10 августа 1896 года — епископ Орловский и Севский.
С 2 января 1899 года — епископ Смоленский и Дорогобужский.
Скончался 23 мая 1899 года.

## Сочинения
- Речь при наречении его во епископа Ладожского // «Прибавление к „ЦВ“». 1888, № 8, с. 197.
- «Поучение во вторую неделю Святыя Четыредесятницы» // «Прибавление к „ЦВ“». 1890, № 11, с. 357.
- «Речь после молебна перед возобновлением духовно-нравственных бесед в церковно-приходском доме в Галерной Гавани» // «Прибавление к „ЦВ“». 1888, № 42, с. 1172.